# Gochas
Gochas es un pueblo de la región de Hardap en Namibia. Está situada a 110 kilómetros (68 millas) al sudeste de Mariental y a 64 kilómetros (40 millas) al sudoeste de Stampriet, en el camino al puesto fronterizo de Mata Mata al Parque transfronterizo de Kgalagadi. La ciudad se encuentra a orillas del río Auob a 1150 metros (3770 pies) sobre el nivel del mar. En 1960, se informó que la población incluía 205 blancos, 108 mestizos y 224 negros. La zona está en el centro de un conjunto de granjas de dunas del desierto de Kalahari en las que pastan el ganado vacuno y lanar.

## Historia
La aldea ha sido el principal asentamiento de los ǃKharakhoen (Fransman Nama), una subtribu del pueblo Nama, desde 1889.
Gochas fue un punto de ignición en las  guerras coloniales de Herero en el  suroeste alemán de África. Fue usado como un puesto militar y estación de camellos bajo el dominio del Imperio alemán. En enero de 1905 los alemanes derrotaron al jefe Nama Simon Kooper aquí. La última batalla de la guerra, la batalla de Seatsub, se libró en Bechuanalandia en marzo de 1908. El capitán Friedrich von Erckert murió en acción y se construyó un monumento en Gochas.

## Política

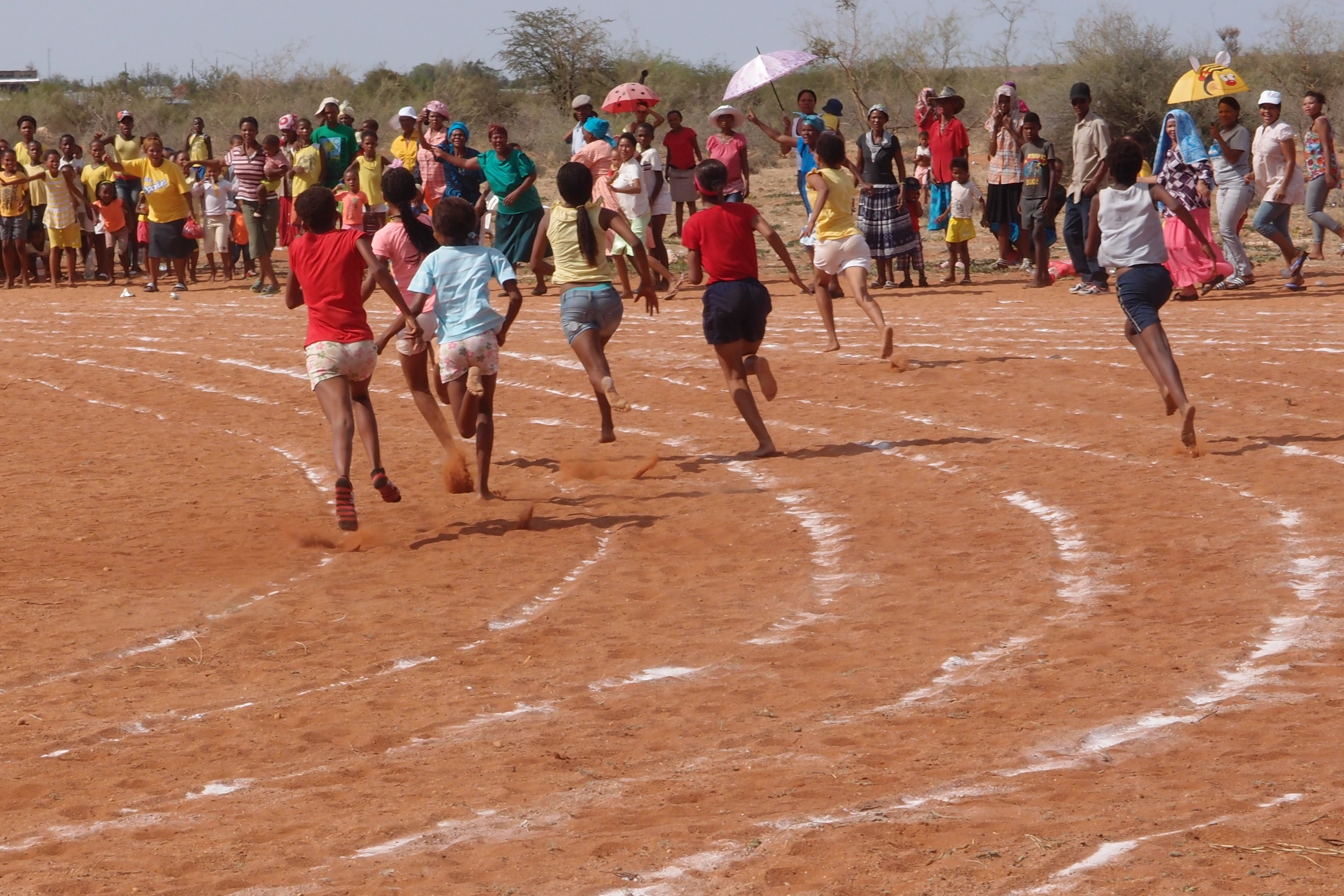
Atletismo en el desierto.

Gochas está gobernado por un consejo de aldea, establecido en 1958, que actualmente tiene cinco escaños.
La elección de autoridades locales de 2015 fue ganada por el partido SWAPO que obtuvo tres escaños (326 votos). Un escaño para cada uno fue ganado por el Congreso de Demócratas (CoD, 96 votos) y la Alianza Democrática de Turnhalle (DTA, 36 votos).

## Clima
Gochas recibe un promedio de 176 milímetros (6,9 pulgadas) de lluvia al año. Durante la sequía de 2010 se registró un mínimo de 31 mm (1,2 in).